# Euphorbia musilii
Euphorbia musilii är en törelväxtart som beskrevs av Josef Velenovský. Euphorbia musilii ingår i släktet törlar, och familjen törelväxter. Inga underarter finns listade i Catalogue of Life.